# Eremiaphila hebraica
Eremiaphila hebraica är en bönsyrseart som beskrevs av Lefebvre 1835. Eremiaphila hebraica ingår i släktet Eremiaphila och familjen Eremiaphilidae. Inga underarter finns listade i Catalogue of Life.